# 18.° Cuerpo del Srpska Vojska Krajina
El 18.° Cuerpo de la Republika Spska Krajina (18. Korpus Srpske Vojske Krajine) fue la estructura militar con responsabilidad de proveer la defensa a la SAO – ZS "Sprska Autonomna Oblast - Zapadna Slavonija" (Región Autónoma Serbia de Eslavonia Occidental).
Su conformación data de noviembre de 1992 con tropas remanentes de las que habían luchado entre agosto de 1991 y enero del año siguiente en la región que evolucionaron a tres brigadas de infantería, un equipo de combate fuerte en tanques, dos destacamentos y otros elementos menores. Sin embargo, esas organizaciones eran, en muchos casos, esqueléticas.
Su disolución se produce en mayo de 1995 con motivo de la Operación Bljesak por parte del Ejército Croata (Hrvatska Vojska).

## Antecedentes previos al Acuerdo de Sarajevo

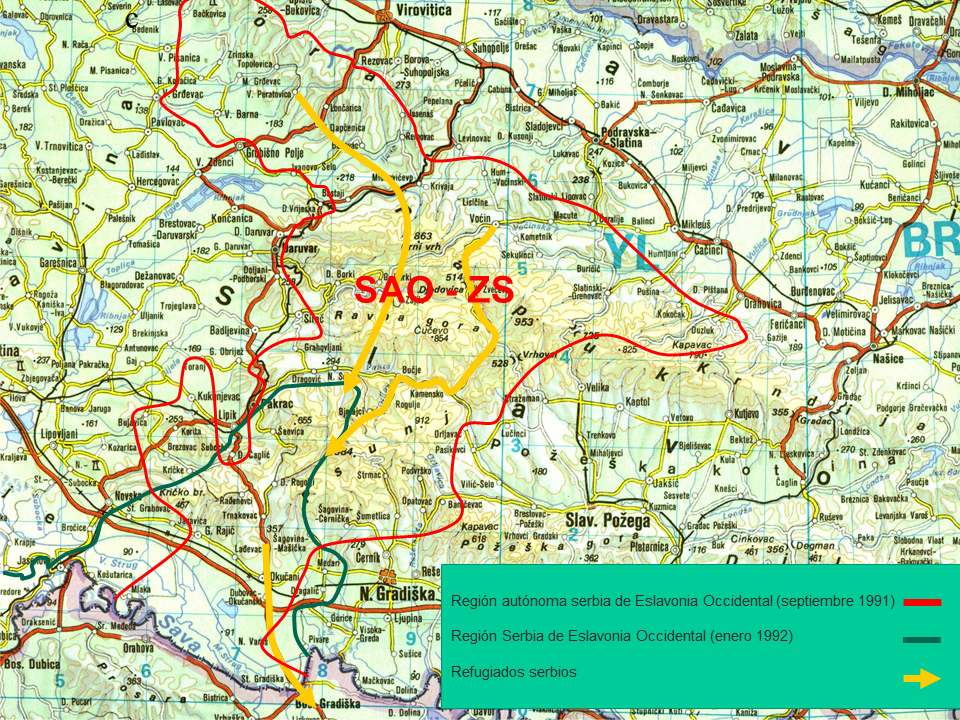
Evolución del sector bajo dominio serbio desde agosto de 1991 a mayo de 1995.

En agosto de 1991 se conformó la Región Autónoma Serbia de Eslavonia Occidental, efímera organización política adoptada por los Serbocroatas durante el proceso de separación de Croacia de Yugoslavia. Su existencia fue hasta el año 1995.
La defensa militar de esta región serbia estuvo confiada, inicialmente, a las Fuerzas de Defensa Territorial de la Región Autónoma Serbia de Eslavonia Occidental (TO SAO - ZS) que se estructuraron a partir de mediados de 1991. Las Teritorijalna Obradna estaban enmarcadas en la doctrina yugoslava de Defensa Nacional Total con armamento mayormente liviano, personal reservista y de reclutamiento local.
En agosto, a las Fuerzas de Defensa Territorial (TO - Teritorijalna Obradna) se les sumaron fuerzas del Jugoslovenska Narodna Armija (JNA - Ejército Popular Yugoslavo) provenientes de Bjelovar y, a partir de septiembre, las provenientes de Banja Luka y una fracción de Policía.
De agosto a diciembre de 1991, las fuerzas militares de los serbocroatas estuvieron centralizadas bajo un mando único: Comando o Estado Mayor de las Fuerzas de la SAO - ZS (središnji Štab TO Zapadne Slavonije). Este Comando estaba subordinado a las autoridades civiles de la SAO. Éstas no serán parte del sistema de las TO SAO Krajina hasta la unificación en la Republika Srpska Krajina del 24 de diciembre de 1991.
Al inicio del levantamiento de agosto de 1991, bajo la dependencia del Estado Mayor SAO ZS, se encontraban siete comandos municipales de las TO: Pakrac, Daruvar, Grubišno Polje, Podravska Slatina, Slavonski Požega, Okučani y Novska. De acuerdo a los datos disponibles de inicios de septiembre de 1991, 7.800 milicianos estaban armados en Eslavonia Occidental.
Luego de una serie de operaciones ofensivas, los croatas consiguen, en diciembre de 1991, el repliegue de las TO en dirección al río Sava, lugares éstos defendidos por las tropas del JNA al sur de la línea general Lipik - Pakrac - Dragović. Esto materializa la crisis y desarticulación de las TO de la Región Autónoma Serbia de Eslavonia Occidental.

## Alto al fuego y desmilitarización
El Plan Vance, implementado en el Acuerdo de Sarajevo del 2 de enero de 1991, implicaba el alto el fuego en Croacia, el paso a las negociaciones, la presencia de una fuerza de paz de las Naciones Unidas y la desmilitarización de los sectores en que hubo combates. Para el caso de Eslavonia Occidental, la desmilitarización debía ser en las municipalidades de Pakrac, Daruvar, Grubišno Polje, parte oeste de la de Novska y parte este de la municipalidad de Nova Gradiška (Área de Protección de las Naciones Unidas - UNPA WS) ya que en esos lugares se habían librado combates.

### Ambiente Geográfico
La posición serbia en lo que quedaba de la SAO – ZS era muy desfavorable ya se encontraba rodeada, en su mayor parte, por los territorios libres de la República de Croacia y su retaguardia cerrada por el río Sava.
El perímetro defensivo del despliegue serbio era de 88 kilómetros a lo que se sumaban unos 33 a lo largo del río Sava. Su ancho este-oeste, a lo largo de la autopista, era 25 km y su largo norte - sur 34 km. Su superficie de 488 km² era cruzado por la autopista (dos manos en cada sentido) Zagreb - Lipovac y la línea férrea Zagreb - Tovarnik. Sus dimensiones ponían a toda su superficie bajo el alcance de los fuegos de artillería croatas. Sus conexiones con el resto de la RSK era a través del puente de Stara Gradiška y otro semidestruíso en Jasenovac, ambos sobre el Sava.
Para Croacia, esta área era de gran importancia estratégica ya que al cerrar la autopista y línea ferroviaria condicionaba la integración y operaciones en Eslavonia Oriental. Consecuentemente, su liberación era vital para las autoridades de entonces.
En lo paisajístico se diferenciaban claramente: un sector montañoso y boscoso al norte de Okucani y uno llano al sur, siguiendo el trazado de la autopista.

### Evolución histórica de las Fuerzas luego del acuerdo de Sarajevo

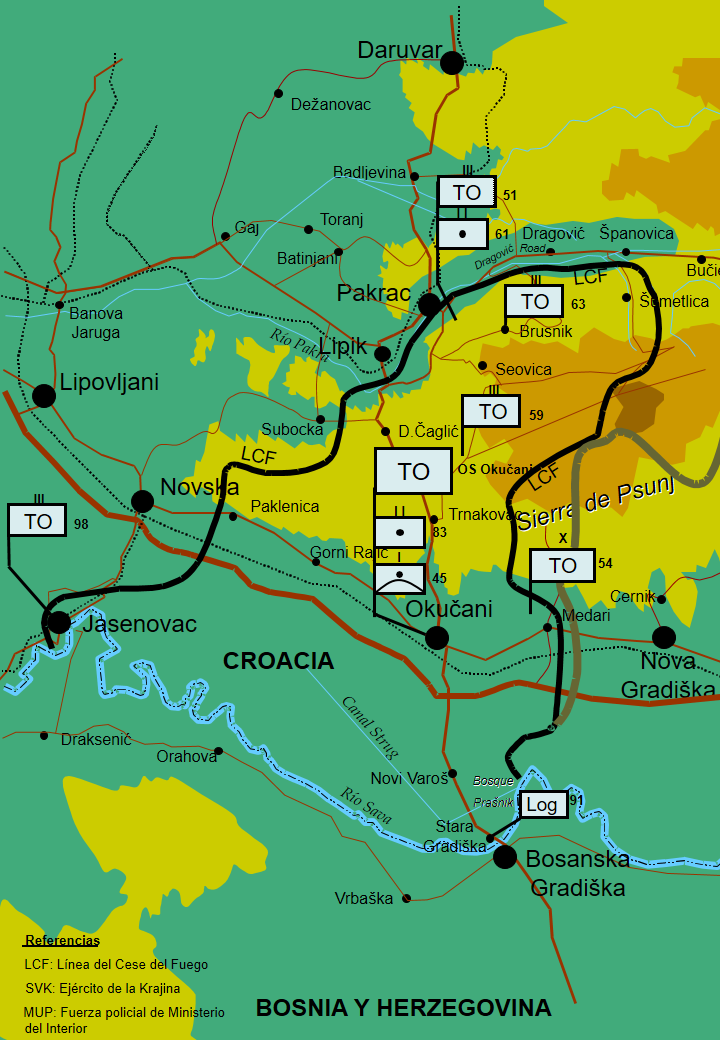
Despliegue de las TO en marzo de 1992

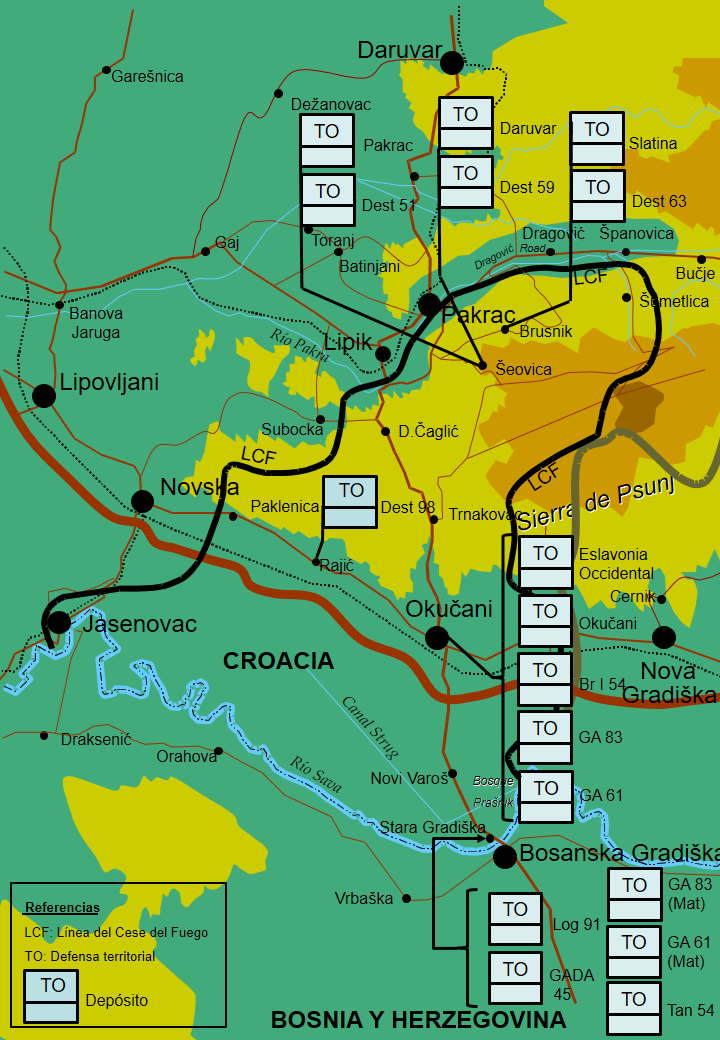
Depósitos de armamento de tropas desmovilizadas en Eslavonia Occidental.

Las operaciones en Eslavonia Occidental estuvieron bajo la responsabilidad del Comando del 5.º Cuerpo del JNA (Banja Luka), dependiente de la 2ª Área Militar (su cuartel general estaba en Sarajevo. Incluía espacialmente a la mayor parte de Bosnia y Herzegovina y las áreas de Croacia bajo el control serbio). El Cuerpo, que debió adelantar su puesto comando hasta Stara Gradiška, mantuvo la cadena de comando con Belgrado, incluyendo el período de la firma del Acuerdo de Sarajevo y la desmilitarización.
El 27 de febrero de 1992, el Secretario Federal de la Defensa de Yugoslavia es quién imparte la orden de reestructuración de las fuerzas militares de la Republika Srpska Krajina. De esta manera, las fuerzas de Eslavonia Occidental quedan organizadas en Comando de Zona TO ZS (Zonski Štab Teritorijalne Odbrane Zapadna Slavonija - Zš TO ZS) del cual le dependen las unidades que más abajo se detallan. A pesar de que Daruvar y Slatina se encontraban bajo poder croata, también se estructuraron las unidades correspondientes:
- Plana Mayor TO Okučani (općinski štab teritorijalne obrane Okučani). Comandante TO Coronel Jovan Čubrić.
- 54. Br TO – Okučani (Komandu 54. Brigade teritorijalne odbrane – Okučani). Emplazamiento Okučani.
- 51 Dest TO – Pakrac (51. Odred Teritorijalne Odbrane – Pakrac). Puesto Comando en Pakrac
- 59 Dest TO – Daruvar (59. Odred Teritorijalne Odbrane – Daruvar). Puesto Comando en (debía estar en) Daruvar
- 63 Dest TO – Podravska Slatina (63. Odred Teritorijalne Odbrane – Podravska Slatina). Puesto Comando en (debía estar en) Podravska Slatina.
- 98 Dest TO – Jasenovac (63. Odred Teritorijalne Odbrane – Jasenovac). Puesto Comando en Jasenovac
- Plana Mayor de la TO Municipio de Pakrac (Opštinski Štab Teritorijalne Odbrane – Pakrac)
- Plana Mayor de la TO Municipio de Okučani (Opštinski Štab Teritorijalne Odbrane – Okučani)
- Plana Mayor de la TO Municipio de Daruvar (Opštinski Štab Teritorijalne Odbrane – Daruvar)
- Plana Mayor de la TO Municipio de Podravska Slatina (Opštinski Štab Teritorijalne Odbrane – Podravska Slatina)

El 26 de marzo Belgrado amplía la estructura en Eslavonia Occidental con las siguientes unidades:
- Grupo de Obuses 105 mm 61 (Pakrac).
- Grupo de Artillería Mixta 83. (Okučani).
- Batería de Artillería Antiaérea (20/3 mm) 45. (Okučani).
- Base Logística 91. (Okučani).

El 17 de abril de 1992, en previsión del arribo de UNPROFOR, el comando de las TO de Eslavonia Occidental (ZnŠTO Zapadna Slavonija) ordenó el siguiente redespliegue:
- La brigada TO 54 debía replegarse de su posición de combate y establecerse en Smrtić.
- La Base Logística 91 debía pasar al centro de detención de Stara Gradiška.
- El comando de las TO Municipalidad de Daruvar debía establecerse en Lještani.
- El comando de las TO Municipalidad de Pakrac debía pasar a Šeovica.
- El comando de las TO Municipalidad de Podravska Slatina debía pasar a Brusnik.

### Desmilitarización
Cumplimentando el Acuerdo de Sarajevo, la Asamblea de la RSK aceptó en marzo, la desmilitarización de los territorios bajo su dominio: Eslavonia Occidental, Eslavonia Oriental y la Krajina. Sin embargo, esa actividad se llevó a cabo solo en el primera de los territorios enunciados. El Acuerdo establecía que no podría haber fuerzas militares dentro de las Áreas de Protección de Naciones Unidas (UNPA) (las que estuvieran debían ser retiradas o desbandadas), las unidades de infantería que estaban fuera lo podían estar solo a 5 km, a 10 km armas antitanque y a 30 km artillería y tanques (incluía esto a las que estaban al sur del río Sava).
En abril, el comando de las TO de Eslavonia Occidental comenzó a dar las órdenes para la desmilitarización estableciendo los lugares donde se guardaría el armamento (magazines) bajo es sistema de doble llave con UNPROFOR.
Un cambio político trascendental se produjo el 27 de abril de 1992, se creó la República Federal Yugoslava (RFY). En consecuencia, el JNA se transformó en el Ejército Yugoslavo, lo que implicó su desmembramiento. A partir de entonces, las fuerzas territoriales serbocroatas dejaron de ser parte integrante de las fuerzas yugoslavas (al 1 de mayo, el Comando TO de Eslavonia Occidental era parte integrante del 5.º Cuerpo).
Las autoridades de la RFY decidieron la transferencia de miembros de JNA nacidos en el territorio de Bosnia y Herzegovina, Croacia y República Federativa de Yugoslavia a sus estados de origen. Complementariamente, el Estado Mayor de las Fuerzas Armadas Yugoslavas ordenó el 11 de mayo a los comandos de los cuerpos 5, 10, 13 y 17 la transferencia de unidades del JNA a guarniciones en Serbia. Las unidades que se encontraban la Eslavonia Occidental recibieron los siguientes destinos:
- Brigada Partisana 46 / División Partisana 51 de Okučani a Čačak..
- Batallón Motorizado / Brigada Motorizada 84 de Okučani a Zaječar.
- Grupo de Obuses / Brigada de Infantería 164 de Okučani a Negotin.
- Grupo de Lanzadores Múltiples / Brigada Combinada de Artillería 150 de Okučani a Vranje.

Al día siguiente, se estableció el ejército de serbios de Bosnia (Vojska Republike Srpske - VRS) retirándose oficialmente el JNA del nuevo país. El 5.º Cuerpo JNA de Banja Luka, parte del cual estaba desplegado en Eslavonia Occidental, se convirtió en el 1.º Cuerpo de la Krajina (1.K.K.) del VRS. Por eso, se produce inmediatamente la transferencia de responsabilidad del Comando de 5.º Cuerpo JNA a la brigada y policía especial dependientes del Comando de Zona TO Eslavonia Occidental (Zn ŠTO Zapadna Slavonija).
El 17 de junio de 1992, el comando del 1er Cuerpo de la Krajina (PC Adelantado en Stara Gradiska), ordena concretar la desmilitarización prevista de la Eslavonia Occidental a partir del 20 en una serie de cinco fases de 15 días de duración. Para ello, se debían replegar a Bosnia las unidades de combate y el armamento de las TO debía pasar a los lugares previamente establecidos.
Las unidades del 1.K.K. que aun quedaban en el sector eran:
- División partisana 10 (10. partd).
- Brigada blindada 329 (329. okbr).
- Brigada de infantería motorizada 16 (16. pmtbr).
- Brigada motorizada 343 (343. mtbr).
- Brigada de Infantería 5 (5. pbr).
- Brigada de Infantería 2 (2. pbr).
- Grupo de artillería 1 (1. map).
- Grupo de artillería antiaérea ligera 1 (1. lap PVO).
- Brigada de artillería antitanque mixta 1 (1. mpoabr).
- Regimiento de Ingenieros 293 (293. inžp).
- Batallón de Pontoneros 188 (188. pontb).
- Batallón de Sanidad 1 (1. snb).
- Comando del Cuerpo de la Krajina 1 (Komanda 1. KK).

Simultáneamente, pasan del 1. K.K. 113 oficiales, 139 suboficiales y 2899 soldados, quienes, después de la desmovilización, se unen a las TO implicando un 70% de su cuadro de organización.
El día 17 de junio, el comando TO ZS prohíbe a sus integrantes el uso de uniforme militar.
El 6 de julio las fuerzas de las TO estaban desmovilizadas y las tropas del 1.K.K. replegadas, haciéndose cargo UNPROFOR de su responsabilidad: El armamento fue guardado en los siguientes depósitos
- Brusnik: TO Municipalidad (Op ŠTO) Podravska Slatina y Destacamento TO 63
- Šeovica: TO Municipalidad Pakrac y Destacamento TO 51; TO Municipalidad Daruvar y Destacamento TO 59.
- Okučani: TO Región Serbia Eslavonia Occidental (Zn ŠTO Zapadna Slavonija); TO Municipalidad Okučani y Brigada TO 54; Grupo de Artillería Obuses 61 (sin material); Grupo de Artillería Mixta 83 (sin material).
- Donji Rajic y Mlaka: Destacamento TO 98 (98. OdTO).
- Stara Gradiška: Base Logística 91;  Grupo de Artillería Defensa Antiaérea 45; material y vehículos Grupo de artillería Obuses 61; material y vehículos Grupo de Artillería Mixta 83 y Escuadrón de Tanques Brigada TO 54.

### Transformación de las TO en PJM
Con el arribo de las Fuerza de Protección de Naciones Unidas (UNPROFOR) a partir de mayo de 1992, la situación se estabilizó y se crearon condiciones más favorables para la vida y el trabajo de la población y el ejercicio de la autoridad. Al mismo tiempo, aparecen nuevos o se incrementan otros problemas: incendios de casas y edificios religiosos; arrestos no autorizados y detenciones arbitrarias; accidentes de tráfico con consecuencias graves; robos de ciudadanos y en sus propiedades; desobediencias; aumento del consumo de alcohol, a menudo con disparos descontrolados; etc.
La desmilitarización no incluía a la policía ni a la Milicia (PJM - Posebna Jedinica Milicije) ya que se interpretó que esta última no era una fuerza militar. Por ello, la PJM fue desplegada en 17 puestos de unas treinta personas a lo largo de todo el sector y en algunos accesos para Naciones Unidas con el objeto de asumiera las responsabilidades de las TO. Es así que la desmovilización tenía mucho de ficticio. Las unidades militares se mantuvieron, sin material a la vista, y las reorganizaciones continuaron.
En términos prácticos, la transformación de las unidades TO en PJM fue una manera de evadir lo estipulado en el Plan Vance. Al respecto, en septiembre, el Secretario General de las Naciones Unidas informó: "La desmilitarización completa de las zonas protegidas por las Naciones Unidas se ha visto demorada por una violación del plan de las Naciones Unidas … Se trata de la creación de nuevas fuerzas milicianas serbias denominadas policía especial, policía fronteriza o brigadas policiales multipropósito, compuestas por antiguos miembros del JNA, las fuerzas de defensa territorial y elementos irregulares, y que pueden llegar hasta 16.000 hombres armados, dotados de vehículos blindados de transporte de tropas, morteros y ametralladoras. Las autoridades de la denominada República de Serbia Krajina … alegan que se trata de unidades de policía. El Comandante de la Fuerza de Naciones Unidas considera que su nivel de armamento y su casi total ignorancia de la labor policial demuestran que en realidad son fuerzas paramilitares. UNPROFOR ha protestado enérgicamente ante esta violación del plan de las Naciones Unidas y en reiteradas oportunidades ha hecho presión para desmovilizar esas unidades y para que la policía común esté equipada solamente con armas portátiles, de conformidad con el plan. Estos esfuerzos han tenido gran éxito en el sector occidental, pero no todavía en los demás sectores." Similar observación realizó el Secretario General en noviembre.
El 1.K.K. dejó de tener responsabilidad en el sector a fin de junio sobre las tropas de Eslavonia Occidental que entonces totalizaban 4920 miembros. Entre 30 de junio / 3 de julio, bajo la Zonskog štaba TO Zapadna Slavonija fueron formados:
- Brigada TO 54 (54. br TO).
- Destacamento TO 98 (98. OdTO). Jasenovac.
- Destacamento TO 51 (51. OdTO). Pakrac.
- Destacamento TO 59. Daruvar (59. OdTO) (emplazado inicialmente al SE de Okucani).
- Destacamento TO 63. Slatina (63. OdTO) (emplazado al este de Pakrac).

El 28 de agosto de 1992, una nueva orden de reestructuración del comando de las TO de la SVK ordena la siguiente modificación de las fuerzas en Eslavonia Occidental:
- Ba TO ADA de la división de A liviana ADA 20/3 mm TO pasa a la Br TO 54.
- Grupo Artillería TO Obuses 105 mm 61 pasa a depender de la Br TO 54
- Grupo de Artillería Mixta TO 83 pasan a depender de la Br TO 54

## 18.° Cuerpo.

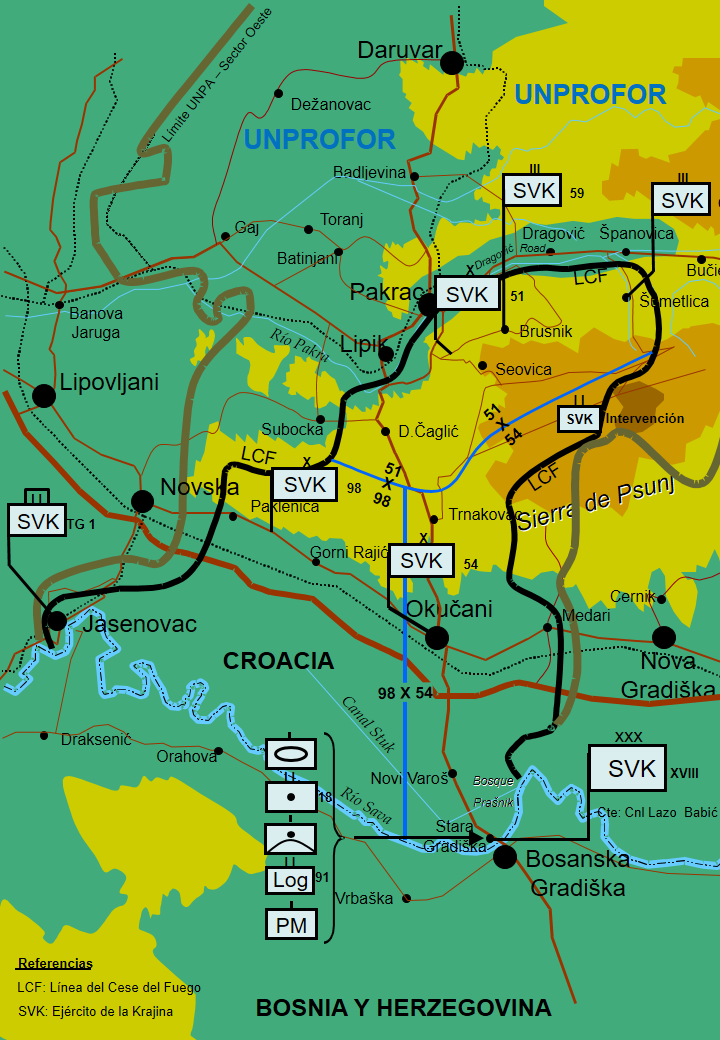
Zona de responsabilidad de unidades dependientes del 18 SVK Korpus

Contrariamente a la idea del Plan Vance, los serbios establecieron oficialmente, en el otoño de 1992, el Ejército de la Krajina que, de hecho, ya existía a través de la formación de las Unidades Especiales de la Milicia (Posebnih jedinica milicije - PJM). El Ejército Serbio de la República Srpska Krajina (SVK) se formó el 27 de noviembre de 1992, con cambios organizativos y formativos más pequeños de la Defensa Territorial (TO), a la cual se le asignó unidades de milicia. Entonces, el Estado Mayor de la Defensa Territorial de Eslavonia Occidental, con puesto comando en Okučani, fue renombrado como 18.° Cuerpo de la SVK Eslavonia Occidental (18. Korpus Zapadna Slavonija).
Pero no solo la estructura era lo que estaba vigente. Además de los depósitos de armas aprobados por UNPROFOR, había ubicaciones secretas en el área donde había armas ocultas (se lo puede comprobar analizando la declaraciones presentadas por Croacia ante la Corte Internacional de Justicia en el litigio contra Serbia por violaciones de la Convención para la Prevención y la Sanción del Delito de Genocidio). Aparte de la retirada de armamentos, no se ha llevado a cabo el desbande de los miembros de la Defensa Territorial. Esto se demostró cuando las unidades en Eslavonia Occidental, durante los combates en proximidades de Zadar a principios de 1993, el armamento "en las manos" y desde los almacenes secretos logró armar las unidades hasta un 70%, sin sacar las armas de los almacenes controlados por la ONU.
La orden de reestructuración del 27 de noviembre fue emitida por el Estado Mayor del Ejército Serbio de la Republika Srpska Krajina. Este Estado Mayor, cuya ubicación sería Knin, desbandó todas las brigadas de la PJM e incorporó el personal y material a las fuerzas militares. Esta orden determinó:
- Reformar y renombrar al Comando TO Eslavonia Occidental (Zonski štab TO Zapadna Slavonija) como Cuerpo Eslavonia Occidental (Zapadno-slavonski korpus) (PC Okučani).
- Reformar y renombrar al Destacamento TO 51 (51. odred TO) como Brigada de infantería 51 (51. Pješadijska brigada) (PC Pakrac).
- Reformar y renombrar la Brigada TO 54 (54. brigadu TO) como Brigada de Infantería 54 (54. Pješadijska brigada) (PC Okučani).
- Reformar y renombrar al Destacamento TO (98. Odred TO) como Brigada de Infantería 98 (98. pešadijska brigada) (PC Jasenovac).
- Reformar y renombrar al Destacamento TO 59 (59. Odred TO) como Destacamento 59 (59. Odred). (PC Daruvar)
- Reformar y renombrar al Destacamento TO 63 (63. Odred TO) como Destacamento 63 (63. Odred) (PC Podravska Slatina).
- Conformar un Batallón de Intervención (Bataljon za intervencije) (PC en Okučani). El personal provendrá de la brigada PJM.
- Reformar y renombrar la Base Logística TO 91 (91. pozadinsku bazu TO) como Base Logística 91 (91. pozadinsku bazu) (PC en Okučani).
- Inactivar: la Brigada Especia de Milicia 85 (85. brigadi PJM) (PC Okučani) (material y personal a ser incorporado en las unidades del Cuerpo según orden de su comandante) y los Comandos Municipales de TO (Opštinske štabove TO): Okučani, Pakrac, Daruvar y Podravska Slatina (material y personal a ser incorporado en las unidades del Cuerpo según orden de su comandante).

La misión del cuerpo era brindar seguridad a la Región Autónoma Serbia de Eslavonia Occidental, zona donde vivían unos veinte mil serbios, muchos de ellos refugiados provenientes de las municipalidades que se habían revelado en agosto de 1991.Pero la región vivía en una dificultosa situación socioeconómica que se reflejó en el Cuerpo. Numerosos residentes habían abandonado el área durante las operaciones contra las fuerzas croatas en el segundo semestre de 1991. Muchos de los que se encontraban en edad militar tampoco se presentaron a las fuerzas militares lo cual tuvo impacto negativo en la capacidad de combate de las unidades. El mayor problema que tendrán los serbios será la falta de personal.
En enero de 1993, el Comando de zonal TO ZS (Zonski štab TO Zapadna Slavonija) fue renombrado como 18.° Comando del Cuerpo -(Komandu 18. korpusa). Sin embargo, el proceso de formación de la fuerza en nivel de paz no se completó debido a la escasez con las siguientes particularidades:
- La formación de la unidad antiaérea y la de apoyo logístico se hizo en forma larvada.
- Las brigadas TO 51 y 98 de la TO se transformaron en brigadas de infantería 51, 59 y 98.
- Los destacamentos TO 59 y 63 en destacamentos 59 y 63.
- Como nueva unidad se conformó un Batallón de Intervención alcanzando su efectivo un 69%.
- Se realizó la pre-formación y cambio de nombre de la Base Logística TO 91 (91. PoB TO) en 91. PoB.
- La 85 Brigada PJM Okučani fue disuelta. Su personal y material fue integrado en el comando de cuerpo y unidades dependientes.
- Los EM municipales de las TO de Okučani, Pakrac, Daruvar y Podravska Slatina fueron disueltos.

A partir de ese enero y como consecuencia de las ofensivas croatas en Zadar, arriba armamento desde Bosnia que es cruzado en un ferry sobre el Sava.
A partir de enero de 1994, aparece configurado el Grupo Táctico (taktička grupa) 1, TG-1. Este elemento, de nivel batallón tenía su sede en Jasenovac. Ese mes, el cuerpo se encontraba estructurado en: Brigadas de infantería 51, 54 y 98; Destacamentos 51 y 63; Base Logística 91; GA Mix 18; Batallón de Intervención Rápida; TG-1; Escuadrón de Tanques; Sección de Policía Militar; Compañía de Comunicaciones.

### Personal
La situación de personal del Cuerpo SVK era mala. La carencia de efectivos y su escasa cualidad para el combate era la norma. La falta de recursos materiales médicos y de intendencia y la falta de atención a los heridos y enfermos influyeron directamente en la disminución de la moral entre los soldados.
Para el apoyo de personal, el Cuerpo contaba con el servicio de sanidad y una fracción de Policía Militar (PM).
El servicio de Policía Militar fue creado en junio de 1993 con el objeto de mejorar la conducción y el mando, el orden y la disciplina en las unidades. Debía tener un efectivo de 23 integrantes en el nivel cuerpo y 9 en el nivel brigada. Una sección (pelotón) Policía Militar estaba directamente subordinada al Comando del Cuerpo. El Grupo Táctico 1 y las brigadas 51, 54 y 98 tenían un grupo de PM de 8 integrantes mientras que los destacamentos 59 y 63 no disponían. Estas tropas no tenían el equipamiento ni instrucción necesarios, lo que les dificultó la realización de tareas para combatir delitos. Sus miembros han cometido transgresiones como confiscaciones para uso personal, robo a convoyes humanitarios de UNPROFOR y contrabando.

#### 1. Efectivos
Como más arriba se expresara, el nivel de dotación real era crítico. Diversas medidas se adoptaron para mantener el número como ser prohibir desde 1993 la salida del distrito tanto de varones como mujeres que estuvieran en edad militar o, a inicios de 1994, disponer que el personal residente fuera de la SO y no se presente al servicio militar sería trasladado compulsivamente por la policía militar de la República Federal Yugoslava y Republika Srpska:
Si bien estaba desmovilizado, su personal activo y de reservas era la que sigue. Su rutina básica cuando no se declaraba la inminencia de guerra era prestar servicio activo una semana al mes.
| Fecha       | Unidad | Oficiales         | Oficiales     | Oficiales | Suboficiales      | Suboficiales  | Suboficiales | Tropa             | Tropa         | Tropa | Total             | Total          | Total | Observaciones                          |
| ----------- | --- | ----------------- | ------------- | --------- | ----------------- | ------------- | ------------ | ----------------- | ------------- | ----- | ----------------- | -------------- | ----- | -------------------------------------- |
| Fecha       | Unidad | Efectivo Orgánico | Efectivo Real | Dif.      | Efectivo Orgánico | Efectivo Real | Dif.         | Efectivo Orgánico | Efectivo Real | Dif.  | Efectivo Orgánico | Efectivo Real  | Dif.  | Observaciones                          |
| 25 Ene 1993 | Brigada de Infantería 51                                                                                              | s.d.              | 65            | s.d.      | s.d.              | 41            | s.d.         | s.d.              | 913           | s.d.  | s.d.              | 1020           | 68%   | [ 30 ]                                 |
| 27 Feb 1994 | Brigada de Infantería 51                                                                                              | 152               | 99            | 65%       | 76                | 34            | 45%          | 1622              | 1087          | 60%   | 2033              | 1220           | 60%   | Mujeres: 114                           |
| May 1995    | Brigada de Infantería 51                                                                                              | s.d.              | s.d.          | s.d.      | s.d.              | s.d.          | s.d.         | s.d.              | s.d.          | s.d.  | 2239              | 1016           | 43%   | [ 32 ]                                 |
| 25 Ene 1993 | Brigada de Infantería 54                                                                                              | s.d.              | 18            | s.d.      | s.d.              | 35            | s.d.         | s.d.              | 910           | s.d.  | 1553              | 963            | 62%   | [ 30 ]                                 |
| May 1995    | Brigada de Infantería 54                                                                                              | s.d.              | s.d.          | s.d.      | s.d.              | s.d.          | s.d.         | s.d.              | s.d.          | s.d.  | 2069              | 1320           | 64%   | [ 32 ]                                 |
| 25 Ene 1993 | Brigada de Infantería 98                                                                                              | s.d.              | 36            | s.d.      | s.d.              | 25            | s.d.         | s.d.              | 559           | s.d.  | s.d.              | 620            | 41%   | [ 30 ]                                 |
| May 1995    | Brigada de Infantería 98                                                                                              | s.d.              | s.d.          | s.d.      | s.d.              | s.d.          | s.d.         | s.d.              | s.d.          | s.d.  | 1978              | 549            | s.d.  | [ 32 ]                                 |
| 25 Ene 1993 | Comando de Cuerpo y otras unidades subordinadas: artillería, tanques, artillería antiaérea y batallón de intervención | s.d.              | 62            | s.d.      | s.d.              | 64            | s.d.         | s.d.              | 808           | s.d.  | s.d.              | 934            | 34    | [ 30 ]                                 |
| May 1995    | Comando de Cuerpo | s.d.              | s.d.          | s.d.      | s.d.              | s.d.          | s.d.         | s.d.              | s.d.          | s.d.  | 463               | 442            |       | [ 32 ]                                 |
| May 1995    | Grupo de Artillería 18                                                                                                | s.d.              | s.d.          | s.d.      | s.d.              | s.d.          | s.d.         | s.d.              | s.d.          | s.d.  | 1005              | 267            |       | [ 32 ]                                 |
| May 1995    | GADA | s.d.              | s.d.          | s.d.      | s.d.              | s.d.          | s.d.         | s.d.              | s.d.          | s.d.  | 283               | 122            |       | [ 32 ]                                 |
| May 1995    | TG-1 | s.d.              | s.d.          | s.d.      | s.d.              | s.d.          | s.d.         | s.d.              | s.d.          | s.d.  | 459               | entre 60 y 318 |       | Valores según fuentes.                 |
| 27 Feb 1994 | Destacamento de infantería 59                                                                                         | 32                | 14            | 44%       |                   | 14            | 58%          |                   | 184           | 34    | s.d.              | s.d.           | 36    | Mujeres: 13 Promedio de edad: 38 años. |
| May 1995    | Destacamento de infantería 59                                                                                         | s.d.              | s.d.          | s.d.      | s.d.              | s.d.          | s.d.         | s.d.              | s.d.          | s.d.  | 603               | 159            |       | [ 32 ]                                 |
| 25 Ene 1993 | Cuerpo 18 SVK | s.d.              | 182           | s.d.      | s.d.              | 165           | s.d.         | s.d.              | 3190          | s.d.  |                   | 3537           | 48%   | [ 30 ]                                 |
| 16 Jun 1993 | Cuerpo 18 SVK | 643               | 226           | 35%       | 388               | 381           | 7%           | 7757              | 3976          | 51    | 8788              | 4587           | 52%   | [ 32 ]                                 |
| May 1995    | Cuerpo 18 SVK | 622               | 291           | 43%       | 366               | 506           | 138%         | 7391              | 3.976         | 53%   | 8379              | 4773           | 57%   | [ 33 ]                                 |

El cuerpo era el menos numeroso, el de peor proporción entre efectivo orgánico y real y el que menos jóvenes tenía entre todos los del SVK. Sus guarismos etarios eran:
| Unidad    | Efectivo orgánico | Efectivo Real | Efectivo Real | Estructura de Edad | Estructura de Edad | Estructura de Edad | Estructura de Edad | Estructura de Edad | Estructura de Edad | Estructura de Edad | Estructura de Edad |
| Unidad    | Efectivo orgánico | Nro           | %             | Menos 35 años      | Menos 35 años      | 36 a 40            | 36 a 40            | 41 a 45            | 41 a 45            | Más de 45 años     | Más de 45 años     |
| Unidad    | Efectivo orgánico | Nro           | %             | Nro                | %                  | Nro                | %                  | Nro                | %                  | Nro                | %                  |
| --------- | ----------------- | ------------- | ------------- | ------------------ | ------------------ | ------------------ | ------------------ | ------------------ | ------------------ | ------------------ | ------------------ |
| 18 K.     | 8379              | 3749          | 45            | 1368               | 36                 | 575                | 15                 | 640                | 17                 | 1166               | 31                 |
| Total SVK | 88415             | 64615         | 73            | 27051              | 42                 | 13758              | 21                 | 9234               | 14                 | 14572              | 23                 |

#### 2. Movilización
En abril de 1994, el SVK estableció un sistema de movilización para todos los cuerpos. El sistema fue probado los días 19 y 20 de noviembre de 1994 con el objetivo de disuadir a Croacia. La autoevaluación realizada concluyó que la actividad fue exitosa brindando la oportunidad de revisar críticamente los planes y brindar soluciones.
| Organismo     | Efectivo orgánico | Efectivo real | %  | Evolución de la movilización | Evolución de la movilización | Evolución de la movilización | Evolución de la movilización | Evolución de la movilización | Evolución de la movilización | Desmovilizado al 10 Dic 94 | Estado final 10 Dic 94 | Estado final 10 Dic 94 |
| Organismo     | Efectivo orgánico | Efectivo real | %  | M / 191700 Nov 94            | M / 191700 Nov 94            | M + 2d                       | M + 2d                       | M + 9d                       | M + 9d                       | Desmovilizado al 10 Dic 94 | Estado final 10 Dic 94 | Estado final 10 Dic 94 |
| Organismo     | Efectivo orgánico | Efectivo real | %  | Nro                          | %                            | Nro                          | %                            | Nro                          | %                            | Desmovilizado al 10 Dic 94 | Nro                    | %                      |
| ------------- | ----------------- | ------------- | -- | ---------------------------- | ---------------------------- | ---------------------------- | ---------------------------- | ---------------------------- | ---------------------------- | -------------------------- | ---------------------- | ---------------------- |
| 18 K.         | 8379              | 4829          | 58 | 3596                         | 43                           | 4771                         | 57                           | 4774                         | 57                           | 222                        | 4552                   | 54                     |
| Total del SVK | 87746             | 69191         | 79 | 40346                        | 46                           | 63686                        | 71                           | 66331                        | 76                           | 2629                       | 63772                  | 73                     |

#### 3. Conservación y recuperación de la salud del personal
El apoyo sanitario corría por cuenta del Servicio de Sanidad del Cuerpo. Éste se enfrentó con grandes dificultades por carencia de personal suficiente y de instituciones con especialistas o laboratorios. Los exámenes especializados y el tratamiento de los heridos más graves y los soldados enfermos eran apoyados por el hospital de Bosanska Gradiška y Banja Luka en la Republika Srpska. Allí los heridos y enfermos tenían que pagar por adelantado los servicios médicos, lo que causó una gran desaprobación de los miembros del cuerpo ya que la mayoría no tenía dinero para hacerlo.
El suministro de material sanitario era insuficiente y no podía satisfacer las necesidades del Cuerpo. Parte de ellos provino de donaciones pero a menudo las cantidades no respondieron a las necesidades. Además de la falta de suministros, el mayor problema con el servicio sanitario fue la falta de personal calificado. Había dos militares y seis médicos civiles en todo el cuerpo. No había cirujanos, anestesiólogos, especialistas en transfusiones y farmacólogos en el cuerpo.
Debido a la falta de personal e insumos médicos, el servicio médico era incapaz de proporcionar atención quirúrgica móvil para atender a los heridos y enfermos en caso de interrupción del enlace con la Republika Srpska. Los síntomas más comunes que se detectaban en los exámenes fueron las enfermedades infecciosas respiratorias y las crónico-degenerativas. Las malas condiciones climáticas y de alojamiento fueron la causa del mayor número de enfermedades respiratorias y el motivo del aumento de las enfermedades crónico-degenerativas. El agua de las fuentes, los pozos y los tanques que bebían los soldados no se verificaban y en la mayoría de los casos estaba contaminada química y bacteriológicamente.

#### 4. Disciplina
La disciplina en el 18.° Cuerpo estaba en un nivel muy bajo, lo que se manifestaba en desobediencias, abandono de las posiciones, robos y frecuentes sucesos de uso negligente de armamento personal. El consumo de alcohol era algo común debido a la falta de actividad, al letargo de la vida cotidiana, a la reducción de las tensiones y el estrés causado por la prolongada permanencia en la primera línea de combate. La combinación del alcoholismo y aburrimiento llevaba a continuo uso de las armas, lo que era reportada por UNPROFOR como violación al plan Vance.
La desastrosa situación económica, la pobreza general, la falta de espacio en el área de Eslavonia Occidental al igual como el origen de las tropas mayormente provenientes de las reservas llevaron a un aumento de la indisciplina.
Sin embargo, los jefes serbios buscaban mantener un mando férreo con sus tropas y disminuir los delitos y faltas. Las violaciones con alto el fuego eran reprendidas pero, en la mayoría de los casos, no podían ser controlados. Por otro lado, las deserciones hacia Yugoslavia eran muchas pero, los casos en que eran aprendidos, eran castigados con prisión en el centro de detención de Stara Gradiska. Para evitar el contrabando y contribuir a la seguridad, el contacto con el bando croata estaba terminantemente prohibido. Éste era posible solo a nivel Cuerpo considerándolo una grave ofensa por entrega de información al enemigo. Por otro lado y a pesar de la situación precaria de las tropas, el pedido de bienes materiales (cigarrillos, alimentos, etc.) era considerado un acto humillante y ofensivo para los miembros del SVK y para el RSK como estado. Negarse a cubrir un puesto era castigado con dos meses de prisión y trasladado a cumplir servicios a otro cuerpo.
En el año 1993, en las unidades de Cuerpo, hubo 45 personas involucradas en incidentes, de los que 28 murieron y 38 resultaron heridos. 8 fueron asesinatos (4 en 51. pbr,, 54. pbr 2, 98. pbr y 18 GA en 1), 9 heridos (Br 54 6; Br 51 2; Br 98 1). De los 28 muertos, 10 fueron por minas o fuego croata; 18 fueron por suicidios, accidentes de tránsito, asesinatos por propia tropa, ahogamiento e ingreso a campo minado propio. De esos 18 serbios muertos, 15 tienen su origen en alcoholismo.
Los incidentes por unidad en ese año fueron:
- Brigada 51: 8 (18%).
- Grupo de Artillería 18: 1 (2%).
- Brigada 54: 23 (51%).
- Comunicaciones: 1 (2%).
- Brigada 98: 7 (16%).
- Brigada 59: 3 (7%).
- PJM: 1 (2%).
- Otros: 1 (2%).
En los primeros seis meses de 1994, ocurrieron 22 incidentes, en los que murieron 12 soldados y 13 fueron heridos. De estos, 13 eventos relacionados con accidentes causados por falta de disciplina y negligencia, y las otras causas fueron el consumo de alcohol, el incumplimiento de las normas de tránsito y la violencia doméstica.
En la apreciación de la situación que realiza el Comandante a inicio de 1995, este concluye que la mayor parte de los elementos del SVK no cumple con el estado de orden y disciplina. Los comandos no son suficientemente efectivos en la lucha por construir una sólida disciplina militar. Existen distintos fenómenos de interrupción de la disciplina y la negativa a ejecutar órdenes, en particular, la negativa a participar en actividades de combate, el abandono colectivo de puestos, la no llegada o el retraso en la llegada, el contrabando, el robo, la participación en fraudes. En particular, se destaca la falta de disciplina en los armamentos personales. Un gran número de muertos y heridos por manejo inadecuado de armas. Las formas antes mencionadas de indisciplina afectan más directamente la seguridad de las personas y, por lo tanto, su moralidad.

#### 5. Estado de la moral
El comando de cuerpo y los comandantes subordinados eran conscientes de los bajos niveles de moral de combate entre los soldados, pero no podían proporcionar condiciones que condujeran a su incremento. Las escasas rotaciones del personal en primera línea, la tensión permanente, el bajo o ausente salario, el mal racionamiento o la carencia generalizada, los malos alojamientos y la falta de medios eran constantes que minaban el ánimo del personal.
La situación repercutió en la disciplina, abandono de puestos e incremento de suicidios.

### Operaciones

#### 1. Relación con UNPROFOR
La relación con UNPROFOR, en general y en lo formal, era buena. Luego de la desmovilización, las tropas de Naciones Unidas eran vistas como garantía de seguridad. En varios aspectos, los mandos las veían como una carga y una pérdida de libertad de acción.
Debido al enfrentamiento con el Ejército Croata en el embalse de Peruča en el sur de Croacia, las fuerzas del SVK comienzan a desconfiar de la habilidad de UNPROFOR para brindarles seguridad. Sin embargo, la orden que tenían sus tropas era mantener una buena y cooperativa relación.
Posteriormente, la percepción pasó a ser que el objetivo de UNPROFOR era la pacificación y no la defensa del sector bajo dominio serbio. Ello los llevó a cambiar su postura en cuanto a su desmovilización a inicios de 1993 dado que no había sucedido lo mismo en la contraparte croata como lo indicaban los incidentes del 8 de agosto de 1992 en Bok Jankovca (Bosnia, Republika Srpska) y en el sur de la zona dálmata.
En febrero de 1994, el comando del cuerpo impartió unan orden clara de la relación con UNPROFOR. La misma estipulaba que:
- Se debía impedir que UNPROFOR pueda bloquear cualquier cruce de frontera.
- Se debía impedir de manera resuelta, energética y orgánica que Naciones Unidas desarme alguna de las fuerzas serbias. No se debía abrir fuego hasta que las fuerzas de UNPROFOR lo hagan primero.
- Se debía evitar el bloqueo de los depósitos de armas. En tal caso, se debían tomar inmediatamente fuerzas menores de UNPROFOR (puestos de control, cuadrillas, etc.) y mantenerlos como rehenes.
- Impedir la retirada de las fuerzas de la UNPROFOR del área de responsabilidad mediante el bloqueo de rutas.
- Organizar un sistema de observación y monitoreo de todas las actividades de UNPROFOR, informándolas rutinariamente.
- Evitar que las información sobre fuerzas y actividades serbias lleguen a conocimiento de UNPROFOR.

#### 2. Plan de defensa
El Cuerpo debía resistir el ataque croata por el lapso de dos días en espera de refuerzos desde el sur. A los efectos del cumplimiento de la misión, el 18 Korpus asignó responsabilidades de sus brigadas y unidades dependientes, colocando el esfuerzo principal en primera línea, con escasa responsabilidad y con reservas para las brigadas del nivel sección. Las misiones particulares eran:
- Brigada de Infantería 54 (+1 Esc Tan): cerrar el eje que conduce a bosque de Prašnik hacia Nova Varoš, Gornička-Donji Bogićevci-Nova Gradiška-Okučani y Širinci – Trnakovac.
- Batallón de Infantería 18: defender sobre el eje Brezovo Polje – Omanovac. Preparado para realizar contraataque a lo largo del eje Ivankovac – Crna Kosa y en dirección a Kik.
- Destacamento 63. Cerrar el eje que conduce desde Krička Zabrdska y Donja Šurlica hacia Gornja Šumetlica.
- Destacamento 59. Cerrar el eje que conduce desde Novo Selo (Španovica) y Dragović hacia Brusnik.
- Brigada de Infantería 51. Defender y cerrar el eje desde Pakrac, Lipik, Kovačevac y Donji Čaglić a través de Biela Stjena hacia Okučani.
- Brigada de Infantería 98. Cerrar el eje desde Krička, Novsko Brno, Paklenica y Mokro Polje hacia Gornji Rajić y posteriormente a Okučani.
- Fuerza de Tareas 1. Cerrar el eje Jasenovac - Mlaka en directa coordinación con la Brigada 98 y la 26 Brigada de Infantería del 38no Cuerpo.
- Batallón de Artillería Mixto antitanque 18: prever empleo en los ejes Novska - Paklenica - Gorni Rajić, Borovci, Čaglić-Bjelanovac, Donji Bogievći y Gornja Trenova hacia Okučani.
- Regimiento de Artillería Mixto 18: (105 y 130mm) prever posición de fuego en sector de las villas de Rogalji y Trnakovac para darle apoyo de los destacamentos 59 y 63 y a la Brigada 54 y 51 a requerimiento de sus comandantes.
- Batería Artillería 130 mm y 155 desde la posición de fuego de Drakscnići (BiH), dar apoyo a la Br I 98 y a la FT 1 a requerimiento de sus comandantes.
- Defensa Antiaérea: esfuerzo principal sobre los ejes Novska - Okućani, Nova Gradiška-Okučani y Pakrac - Okučani.

#### 3. Planes de evacuación
El Distrito disponía de un plan de evacuación para el caso de una amenaza directa de estado de guerra o estado de emergencia, de conformidad con el Plan de Defensa de la RSK. El mismo comprendía la evacuación de ciertas categorías de población (niños, mujeres, adultos, enfermos y otros) así como la evacuación de órganos estatales, empresas y otras entidades legales.
- La evacuación de debía ser ordenada por el gobierno determinándose el territorio de destino.
- La evacuación de la población civil era organizada y llevada a cabo por organismos estatales competentes para la defensa y protección civil.
- La evacuación de afectados por la guerra también puede ser ordenada por el nivel comandante de la brigada.
- Los funcionarios municipales son los responsables de las actividades de protección y protección civil como coordinadores, unidades de protección civil y defensa en las comunidades locales.
- El plan incluía el repliegue hacia Bosnia y Herzegovina atravesando el río Sava por cuatro cruces: Stara Gradiška; Jablanac; Mlaka y Jasenovac (puente ferroviario).

#### 4. Entrenamiento
El Cuerpo no tenía material ni medios de entrenamiento (armas de ejercicio, munición, manuales). Un número muy pequeño de personal militar activo, es decir, oficiales y suboficiales recibieron algún entrenamiento militar más allá del que recibían por estar en las reservas o durante el cumplimiento del servicio militar en el JNA. Debido a la falta de instrucción adecuada, la capacidad táctica era muy baja.

### Materiales
El sostenimiento del Cuerpo 18 tuvo problemas en todos los niveles y en todas las funciones logísticas. Sus miembros carecían de uniformes y artículos de higiene. La nutrición de los soldados era débil, irregular y cuantitativamente insuficiente afectando la moral y la aptitud para el combate. Lo mismo sucedía con los abastecimientos de armamentos, repuestos y municiones. El nivel de combustible estaba por debajo de los niveles críticos.
Sin embargo, los problemas logísticos existieron desde un comienzo. La situación del corredor de Posavina condicionó la situación de abastecimientos, principalmente la de combustibles, el que debía provenir de Serbia. En el momento del arribo de Naciones Unidas, el jefe de las TO, Coronel Jovan Čubrić lo informó a la Asamblea del Distrito de Eslavonia Occidental sus principales problemas: solo el 8% de los oficiales eran profesionales, no se cuentan con abastecimientos, se constituyó la fracción de seguridad de frontera pero no disponía de material suficiente, dificultades para mantener contacto con Belgrado.
El principal inconveniente era la discontinuidad en la cadena de abastecimiento, el aislamiento de la RSK y la destrucción de sus recursos económicos. La incapacidad de las autoridades en la organización del alojamiento, en la provisión de buena nutrición, en la atención de heridos y en la paga afectaron sensiblemente la moral de los miembros del Cuerpo.
El apoyo del Cuerpo era realizado a través de la PoB 91 (91. pozadinska baza - Base de Apoyo Logístico 91) ubicada en Stara Gradiška, la cual era apoyada por la PoB 75 del SVK en Knin y la PoB 87 de Čerkezovac. Además de las unidades de Cuerpo, la PoB 91 debía proporcionar apoyo a las unidades PJM. Los talleres se encontraban en medios civiles por no disponerse de instalaciones militares adecuadas.
El mantenimiento básico y más simple era llevado a cabo por las unidades usuarias y el mayor o más complejo corría por cuenta del comando del SVK.
El apoyo de intendencia era llevado a cabo a través del servicio de intendencia. Reservas de comida, leña, ropa y calzado era mantenido por la Base Logística.
El Apoyo veterinario era brindado por un servicio veterinario organizado a nivel del Comando del Cuerpo.

#### 1. Abastecimiento
El apoyo logístico no pudo satisfacer con las necesidades mínimas. El Cuerpo carecía de morteros, misiles, cañones antiaéreos, armas antiaéreas y fusiles de francotirador. Había una falta particular de municiones para armas portátiles. No había vehículos motorizados para remolcar artillería.
El suministro de combustible es muy malo por lo que se consumieron las reservas dejándose al Cuerpo sin suficiente combustible para un día de actividades de combate. Un problema adicional era la cantidad mensual de combustible aprobada, que, además de ser insuficiente, no se entregaba oportunamente.
El servicio de intendencia, cuya tarea era suministrar a las unidades los recursos materiales como alimentos, bebidas, artículos de higiene, ropa y calzado no pudo proporcionarlos en forma suficiente. Eso tuvo un impacto en la moral de los miembros del Cuerpo. Algunos soldados fueron privados de necesidades básicas (cigarrillos, alimentos, etc.) que eran satisfechas por los miembros de la UNPROFOR.
La falta de equipos de intendencia, especialmente uniformes para vestir a los combatientes, calzado y otros equipos, con la afirmación de que solo el 30% del personal tenía uniformes. El 60% de los combatientes no tiene ningún Tipo de calzado, tenemos casos de amarres con los zapatos de esponja, por lo que no se desperdician en las primeras líneas, no tenemos calcetines, etc. La falta de un vestido más bajo que nunca conseguimos.
Las principales fuentes de alimentos fueron la compra en el mercado, las reservas de productos básicos, la ayuda humanitaria y el botín de guerra. Debido a los problemas en el suministro de productos alimenticios, la dieta de las dos comidas al día era uniforme y sin carne.

##### Depósitos
En cumplimiento del Acuerdo de Sarajevo del 2 de enero de 1992, el Cuerpo debió colocar en depósitos al material que no retiró del Distrito. La distribución de depósitos era la que sigue:
| Designación del depósito | Kula | Tovilište | Majdan                                                                                      | Brusnik                                       | Rajić              | Total |
| ------------------------ | --- | --- | ------------------------------------------------------------------------------------------- | --------------------------------------------- | ------------------ | ----- |
| Ubicación                | Stara Gradiška | Cage | Šeovica                                                                                     | Brusnik                                       | Stara Rajić        |       |
| Unidades que depositaron | Base Logística 91. Grupo de Artillería Defensa Antiaérea 45. Material y vehículos Grupo de artillería Obuses 61. Grupo de artillería 83. Esc de Tanques Brigada TO 54. | TO SAO WS; TO Municipalidad Okučani y Brigada TO 54; Grupo Obuses 61 (sin material); Grupo Artillería Mixta 83 (sin material) | TO Municipalidad Pakrac y Destacamento TO 51; TO Municipalidad Daruvar y Destacamento TO 59 | TO Municipalidad Slatina y Destacamento TO 63 | Destacamento TO 98 |       |
| Materiales               | | |                                                                                             |                                               |                    |       |
| Tanque T-55              | 9 | - | -                                                                                           | -                                             | -                  | 9     |
| Tanque PT 76             | 1 | - | -                                                                                           | -                                             | -                  | 1     |
| BOV POL M 83             | 4 | - | -                                                                                           | -                                             | -                  | 4     |
| VPB                      | 4 | - | -                                                                                           | -                                             | -                  | 4     |
| BOV-3                    | 3 | - | -                                                                                           | -                                             | -                  | 3     |
| Obús 105 mm              | 10 | - | -                                                                                           | -                                             | -                  | 10    |
| Top PT 100 mm T 12       | 12 | - | -                                                                                           | -                                             | -                  | 12    |
| PA top20/3               | 8 | - | -                                                                                           | -                                             | -                  | 8     |
| Pistolas de señales      | 100 | 11 | 10                                                                                          | 5                                             | 5                  | 131   |
| Fusiles 7,9 mm M48       | 20 | 404 | 48                                                                                          | 24                                            | 24                 | 520   |
| Fusil PAP 7,62 mm        | 54 | 582 | 687                                                                                         | 319                                           | 344                | 1986  |
| Fusil PAP M59/66         | - | - | -                                                                                           | 24                                            | -                  | 24    |
| Top PA 40 mm             | 4 | - | -                                                                                           | -                                             | -                  | 4     |
| Strela 2M                | 6 | 11 | 1                                                                                           | 6                                             | -                  | 24    |
| Pistola 7,62 mm M42      | - | 70 | 15                                                                                          | 12                                            | 14                 | 111   |
| Pistola 7,62 mm M57      | - | 16 | 9                                                                                           | -                                             | 7                  | 32    |
| Pistola automática M84   | - | 60 | -                                                                                           | -                                             | -                  | 60    |
| Pistola automática M61   | - | 7 | 14                                                                                          | 7                                             | -                  | 21    |
| Zastava M56              | - | 119 | 230                                                                                         | 230                                           | 230                | 809   |
| PAP Snajper              | - | 12 | 6                                                                                           | -                                             | 7                  | 25    |
| Fusil AP 7,62 mm         | - | 400 | -                                                                                           | -                                             | -                  | 400   |
| Fusil AP M70 AB-2        | - | 187 | 50                                                                                          | 25                                            | 25                 | 287   |
| PM 7,9 mm M53            | - | 25 | 62                                                                                          | 31                                            | 31                 | 149   |
| PM 7,62 mm M72 Bl        | - | 74 | 70                                                                                          | 35                                            | 35                 | 214   |
| RBR 90 mm “OSA”          | - | 2 | 5                                                                                           | 2                                             | 6                  | 15    |
| RB M 57                  | 2 | 10 | 25                                                                                          | 12                                            | 13                 | 62    |
| Mortero MB 60 mm         | - | - | 12                                                                                          | 6                                             | 7                  | 25    |
| Mortero MB 82 mm         | 6 | - | 16                                                                                          | 8                                             | 8                  | 30    |

Observaciones: el material arriba listado no es la totalidad del que poseían los serbios ya que existía mucho material fuera de inventario

#### 2. Mantenimiento
El problema del mantenimiento se debía a la falta de repuestos y de personal calificado. Sólo había seis mecánicos especializados (dos para armas de infantería, dos para armas de artillería y dos para sistemas de comunicaciones) del servicio técnico del cuerpo.
El estado inadecuado de los recursos materiales y técnicos se manifestó particularmente en la 18.ª demanda de artillería mixta, que debería proporcionar apoyo contra incendios a las unidades del cuerpo. El mantenimiento de las herramientas de artillería se dificultó debido a la falta de piezas de repuesto, herramientas especiales y accesorios.
Los tanques carecían de documentación técnica, accesorios de enmascaramiento y problemas de baterías. Similar situación se daba en los remolques de artillería.

#### 3. Veterinaria
Como apoyo para llevar a cabo tareas de combate, el cuerpo disponía de caballos y perros. Así, la brigada de infantería 51 tenía perros para las guardias, animales que se encontraban en mal estado debido a una mala e inadecuada dieta.
El primer batallón de la brigada de infantería 98 disponía de caballos que eran utilizados para ahorrar combustible y también estaban en mal estado, fundamentalmente por los parásitos.

#### 4. Transporte
El transporte fue organizado por un servicio de transporte a nivel del Comando de Cuerpo. El apoyo se concretaba con medios propios y, en parte, por el apoyo de transportes civiles.

#### 5. Construcciones
No había servicio de construcción en el cuerpo porque no había infraestructura militar o pisos militares en el área del cuerpo. Los miembros del cuerpo estaban alojados en instalaciones privadas, públicas y económicas.

#### 6. Lucha contra el Fuego
La seguridad contra incendios no existía debido al equipo técnico deficiente de los extintores y a la falta de bomberos.

## Unidad Especial de Milicia - PJM (Posebna Jedinica Milicije)
De acuerdo a las autoridades de la Krajina, el proceso de demilitarización debía ser implementado luego de la retirada del JNA de Croacia con el reemplazo por parte de las milicias (PJM) y UNPROFOR para ejercer la seguridad en el área. Es así que en marzo de 1992, el Ministerio del Interior de la RSK conformó ocho brigadas de Milicia, una de ellas en Okucani (85. br. pjm Okučani).
Las Brigadas PJM, en su mayoría, se constituyeron con personal militar que habían pertenecido a unidades de Defensa Territorial. Su tarea era tomar posiciones fronterizas en la línea de separación y asegurar el límite. El control de fronteras y territorios por parte del PJM debería ser realizado por la observación y patrullajes y, en caso de "agresión repentina", las Brigada PJM deberían "recibir y soportar el primer ataque del enemigo".
En Eslavonia Occidental, en julio de 1992 estaban emplazados puestos de la milicia (PJM) en Donjia Šumetlica, Brusnik, Gavrinica (Pakrac), Skenderovci, Donji Čaglić, Kovačevac Čaglićki, Radjenovci, Paklenica, Jasenovac, Košutarica, Mlaka, Bogićevci, Dragalić, Medari, Ratkovac, Čaprginci y Bobare de unos 30 miembros cada uno. En septiembre, la policía especial, cuyo jefe era Milenko Babić y su Puesto Comando se encontraba en Okučani, estaba organizada en 3 batallones de seguridad, batallón especial, batallón de frontera, compañía apoyo y compañía reserva.
Aunque fuera un enmascaramiento de una fuerza policial, en verdad el PJM era una fuerza militar. Los hechos lo demuestran:
- A mediados de 1992, el Estado Mayor de las TO ordenó conformar dos batallones con compañías de cada brigada de la PJM para ser empleados en la expansión del Corredor de Posavina (Operación Corredor 92).[8]
- De octubre a diciembre de 1994, miembros de la PJM de Okučani fueron enviados a Bosnia (Republika Srpska) para combatir en el enclave de Bihac.[48]

Eslavonia Occidental contaba con PJM desde el comienzo de la guerra. Su empleo era local y como fuerza de maniobra en otros sectores de la RSK con funciones de combate contra las fuerzas croatas tal como lo demostró con su despliegue de 90 miembros a fin de octubre de 1994 en el enclave de Bihac.
La brigadas PJM (entre ellas la 85) se disolvieron en noviembre de 1992. A fines de 1993 se decidió crear un Directorado de las PJM de la RSK bajo dependencia del Ministerio del Interior e integrado al Sistema de Defensa. A nivel regiones había pequeños elementos de la milicia que debían ser coordinados y mejorados.  El PJM tendría responsabilidad de seguridad pública y defensa militar.
Sin embargo al momento de la pretendida reorganización, dentro de la División PJM de Eslavonia Occidental, había 50 miembros ya entrenados. En esta región, la milicia existía desde el comienzo de la guerra siendo empleada en varios combates luego del acuerdo de Sarajevo, tanto en la Republika Srska como en otros distritos de la RSK.

## Incidentes
- El 8 de agosto de 1992, fuerzas menores croatas, con apoyo de fuego desde Visoka Greda, cruzaron el río Sava y llevaron a cabo un ataque a Martinovac - Mačkovac - Bok Jankovac. El bando serbio apreció que su objetivo era atacar el puente de Bosanska Gradiška. Durante la operación atacaron blancos civiles y abrieron fuego sobre el batallón Nepalés. Fuerzas de las TO de Bosnia, desde territorio BhH abren fuego sobre los croatas que deben cesar la acción.[50]
- Durante la noche del 29/30 de agosto de 1992, fuerzas croatas abrieron fuego de artillería y morteros sobre Bosanska Gradiška, Nova Topola y Stara Gradiška, presumiblemente desde Orubica, Mačkovac y Pivara. Solo tuvo consecuencias en la primera ciudad con daños en edificios. Esa noche, fuerzas croatas abrieron fuego desde Pakrac en dirección a la policía serbia en el puesto de cruce, sin consecuencias.[51]
- El 18 de febrero de 1994, a las 0800, 40 miembros de la Policía Especial del Ministerio del Interior, proveniente de fuera de la ZS junto con sus pares locales, ocuparon el puente de Stara Gradišca pasando a dominar el puesto de control de UNPROFOR (NEPBAT) del lugar. El personal de Naciones Unidas no proporcionó resistencia y fue enviado con su armamento a la base de Pustara. La exigencia serbia era que en dicho puesto sea personal de la RSK la que controla el paso de personas y vehículos, mientras que los miembros de la UNPROFOR sólo controlen la corrección de sus acciones y el respeto a las normas vigentes de entrada en la zona de la UNPA.[52] La acción fue inconsulta con el comando del 18 SVK K.

- A principios de julio de 1994, los croatas expulsados de territorios bajo control serbio bloquearon tres cruces entre el territorio libre y la RSK que eran empleados por UNPROFOR (Subsectores de Pakrac y Donji Caglic).[53]
- El 1 de octubre de 1994, policías croatas y civiles avanzaron sobre el camino Lipik - Donji Caglic (sobrepasando la línea del cese al fuego y violando el Acuerdo de Zagreb) y alcanzaron el puente sobre el río Pakra. Las tropas del Batallón Jordano retrocedió consintiendo la actitud. La conversación entre el comandante del Cuerpo 18 y el Jefe de la UNPA permitió concluir a los serbios que las fuerzas de la ONU no combatirán el HV.[54][55]

- Ante la ofensiva del Cuerpo 5 de la ARBiH en la zona de Bihac en octubre de 1994, el Cuerpo 18 envíó:[56]

- - 31 de octubre. Compañía de intervención. 100x miembros. 4x morteros 82 mm M-69. 4x Camiones.
  - 22 de noviembre. Compañías de policía militar. 51x miembros. 2x camiones.
  - 27 de noviembre. Pelotón del GA Mix 18. 31x miembros

## Orden de Batalla en la Operación Bljesak

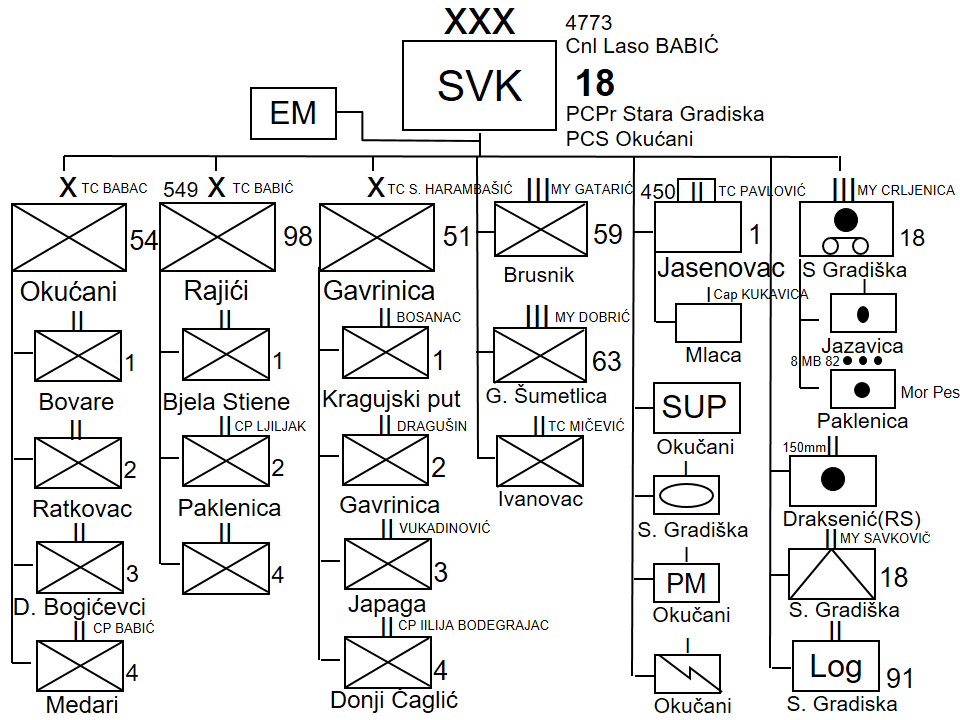
Orden de batalla del 18 SVK Korpus

Como más arriba se demostrara, el 18 Cuerpo de la Republika Srpska Krajina tuvo su evolución desde 1992. La misma finalizó en 1995, año en que disponía de un efectivo de 4.773 (291 oficiales, 506 suboficiales y 3.976 soldados). Entonces, tenía su puesto comando en Stara Gradiška y el alternativo en Okučani. Le dependían las siguientes estructuras:
- Brigada de Infantería Ligera 54.

- Brigada de Infantería Ligera 98.
- Brigada de Infantería Ligera 51.
- Fuerza de Tarea 1 (Jasenovac).
- Policía Especial (PJM).
- Escuadrón blindado.
- Grupo de Artillería 18.
- Batallón Logístico 91.

## Autoridades militares
- Jovan Čubrić (Mar 1992 - Feb 1993). Jefe de la TO ZS

- Milan Čeleketić (Feb 1993 - 22 Feb 94[60]). Cnl. Comandante Cuerpo 18.

- Lazo Babić (May 1995). Cnl. Comandante del Cuerpo 18.